# Snigskytte (film)
Snigskytte (russisk: Снайпер) er en sovjetisk film fra 1931 af Semjon Timosjenko.

## Medvirkende
- Boris Sjlikhting
- Pjotr Sobolevskij
- Pjotr Kirillov
- Vladimir Gardin
- Emil Gal